# MagForce
MagForce ist ein auf dem Gebiet der Nanomedizin forschendes Medizintechnikunternehmen mit Sitz in Berlin. Es erhielt als erstes Unternehmen eine europäische Zulassung für ein Medizinprodukt mit Nanopartikeln.

## Das NanoTherm-Verfahren
Das Unternehmen hat mit NanoTherm Therapy System (NTTS) ein Verfahren zur Behandlung solider Tumoren entwickelt. Dabei werden eisenoxidhaltige Nanopartikel mit superparamagnetischen Eigenschaften in einen Tumor injiziert und in einem Magnetwechselfeld in ultraschnelle Schwingungen versetzt, damit sich die Temperatur des Tumorgewebes auf bis zu 70 Grad Celsius erhöht und Gewebe zerstört oder geschwächt wird.
Die Wirtschaftswoche beschrieb das Verfahren als „eine der innovativsten Krebstherapien der vergangenen Jahre“ und berichtete 2009 über Therapieerfolge bei Hirntumoren.
Die Europäische Union, die das Projekt mit Fördergeldern unterstützte, hob hervor: „Dank dieser innovativen Methode kann der Tumor von innen heraus bekämpft und umliegendes gesundes Gewebe geschont werden. Deutschlandweit integrieren Neurochirurgen vermehrt die NanoTherm Therapie in die Behandlung von Hirntumoren und verzeichnen dabei immer wieder zusätzlichen medizinischen Nutzen.“ Die wissenschaftliche Grundlage dieser Therapieform geht zurück auf Forschungen an der Berliner Charité.
Seit 2010 ist die Methode erstmals zur Behandlung von Glioblastomen in der Europäischen Union zugelassen. Die notwendige Apparatur zur Erzeugung des Magnetwechselfeldes, der NanoActivator, wurde in Kliniken in Berlin, Köln, Münster, Kiel und Frankfurt eingesetzt. Eine mobile Variante der Apparatur wurde Anfang 2019 im ostpolnischen Lublin vorgestellt.
Relativ hohe Anschaffungskosten standen bislang einem kommerziellen Durchbruch im Wege sowie fehlende automatische Erstattung der Therapiekosten durch Krankenkassen.
NanoTherm, NanoPlan und NanoActivator sind Bestandteile der Therapie und als Medizinprodukte EU-weit zertifiziert zur Behandlung von Hirntumoren.
Mit der Tochterfirma MagForce USA, Inc. sollte in den Vereinigten Staaten die Zulassung zur Behandlung von Prostatakrebs erzielt werden.
2018 wurde die entsprechende Zulassungsstudie von der zuständigen Behörde Food and Drug Administration genehmigt.

## Unternehmensgeschichte
MagForce wurde 1997 vom Berliner Biologen Andreas Jordan und der Biologie-Ingenieurin Regina Scholz gegründet und geleitet, später war Peter Heinrich in der Führung des Unternehmens tätig. Im September 2013 übernahm Ben Lipps die Führung des Unternehmens aus „Begeisterung für die innovative Technologie“, einer „möglicherweise revolutionären Therapie gegen Krebs.“
In einem Interview nannte Lipps als Perspektive: „MagForce ist auf dem besten Weg, ein erfolgreicher und hochprofitabler globaler Player auf dem Gebiet der Onkologie zu werden. Unsere Therapie kann das Leben krebskranker Menschen positiv verändern. […] die Idee von MagForce ist brillant.“
Eine MagForce AG war seit 2007 an der Frankfurter Wertpapierbörse gelistet. Beteiligungen hielten der Milliardär und Silicon-Valley-Investor Peter Thiel, der Hedgefonds Moore Capital und Ben Lipps persönlich. MagForce beschäftigte 2018 rund 40 Mitarbeiter.
Im Juli 2022 stellte der Vorstand in Abstimmung mit dem Aufsichtsrat Antrag auf Eröffnung des Insolvenzverfahrens, es wurde im Oktober 2022 eröffnet und der Vorstand veranlasste das Delisting. Seitdem firmiert das Unternehmen als MagForce NT GmbH.